# Marie-Claire Bonheur
Pour les articles homonymes, voir Bonheur (homonymie).
Titre
Impératrice d'Haïti
2 septembre 1804 – 17 octobre 1806
(2 ans, 1 mois et 15 jours)
Marie-Claire Bonheur (Marie-Claire Heureuse Félicitée Bonheur), née à Léogâne le 3 février 1758 et morte aux Gonaïves le 9 août 1858, est impératrice d'Haïti (1804-1806), en tant qu'épouse de Jean-Jacques Dessalines, empereur d'Haïti sous le nom de Jacques Ier.

## Origines
Née dans une famille pauvre, mais libre, elle était la fille de Guillaume Bonheur et de Marie-Sainte Lobelot ; elle fut éduquée par sa tante Élise Lobelot, gouvernante d'un ordre religieux. Elle épousa Pierre Lunic, maître-charron au service des frères de saint Jean de Dieu, un ordre religieux hospitalier, et devint veuve en 1795.

## Siège de Jacmel
Pendant le siège de Jacmel en 1800, elle se fit connaître pour son travail en faveur des blessés et affamés, et convainquit Dessalines, qui était l'un des assiégeants de permettre que quelques routes fussent ouvertes en sorte que les blessés dans la ville pussent recevoir de l'aide. Elle procura aux femmes et aux enfants des vivres, des vêtements et des médicaments qu'elle avait pu faire venir à la ville, puis fit cuire pour eux de la nourriture dans les rues.

## Vie avec Dessalines

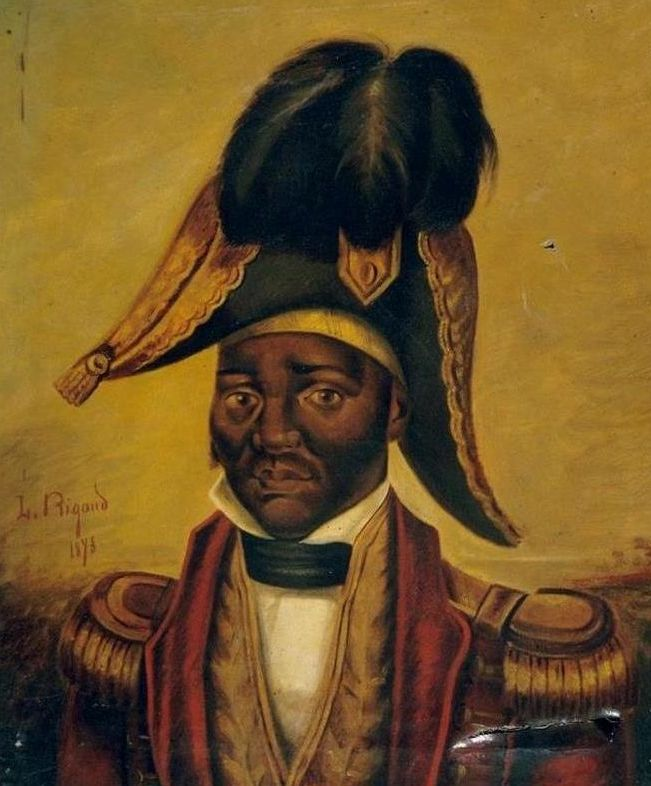
Jean-Jacques Dessalines, empereur d'Haïti sous le nom de Jacques Ier.

Le 2 avril 1800, elle épousa Jean-Jacques Dessalines à l'église paroissiale Sainte-Rose-de-Lima de Léogâne. On l'a décrite comme aimable, miséricordieuse et naturelle, avec des manières à la fois élégantes et chaleureuses, et tout au contraire de son époux manifestait sa gentillesse envers les gens de toutes couleurs. Elle fit légitimer les enfants bâtards de son conjoint. Très opposée à la politique de son époux envers les Français blancs d'Haïti, elle pourvut aux besoins des prisonniers, et elle n'hésita pas à sauver un grand nombre d'entre eux, malgré la fureur de son époux, qui avait prévu de les massacrer: on raconte qu'elle serait tombée à genoux devant lui pour le supplier de les épargner. Elle serait allée jusqu'à cacher l'un d'eux, Descourtilz, sous son propre lit. Elle est citée pour avoir protégé les deux petites filles orphelines du Cap, Hortense et Augustine de Saint-Janvier, et pour avoir organisé leur rapatriement en France. Elle fut faite impératrice en 1804.

## Rôle dans la lutte pour l'indépendance
Claire Heureuse était une vaillante combattante le jour et infirmière la nuit, pour prendre soins des soldats blessés pendant la guerre ; c’était un « poto-mitan », élément clé et le visage emblématique des femmes haïtiennes qui ont combattu pour l'indépendance. Cependant, dans l’histoire, on parle davantage de Dessalines, son mari, ce qui fait qu’elle a survécu dans son ombre pendant de nombreuses années. On ne peut parler de l’indépendance d’Haïti sans mentionner le repas traditionnel, la « soupe joumou », recette consommée pour la première fois par les Haïtiens le 1er janvier 1804, préparée par Claire Heureuse.

## Fin de vie
Après la déposition et la mort de son époux en 1806, elle refusa l'hospitalité d'Henri Christophe. Comme les biens de son conjoint avaient été confisqués, elle vécut dans la pauvreté à Saint-Marc jusqu'en août 1843, où on lui accorda une pension de 1.200 gourdes. Lorsque Faustin Ier devint empereur d'Haïti, il idéalisa son défunt mari et augmenta sa pension pour manifester son admiration, mais Marie-Claire, à laquelle cette attitude n'inspirait aucune sympathie, refusa de toucher à l'argent. Elle alla vivre chez sa petite-fille et connut la pauvreté jusqu'à sa mort dans la nuit du 8 au 9 août 1858 aux Gonaïves, à l'âge de 100 ans.

## Descendance
Avec Dessalines, Marie-Claire donna naissance à 15 enfants :
- S.A.S. la princesse Célestine Dessalines (1783-1867), mariée avec Dérival Lévêque, avec lequel elle a 6 enfants dont la future impératrice Adélina ;
- S.A.I. le prince Jacques Bien Aîmé Dessalines (1783-1832), marié avec Anne-Athénaïre Christophe, fille d’Henri Christophe, avec laquelle il a une fille, Marie-Françoise, qui meurt à 13 ans ;
- S.A.S. le prince César-Jacques Dessalines (1785-1848), marié avec Marie-Thérèse Poncette, avec laquelle il a trois enfants ;
- S.A.S. le prince Pierre-Louis Dessalines (1787-1820), mort sans descendance ;
- S.A.S. la princesse Marie-Françoise Célimène Dessalines (1789-1859), mariée avec Bernard Chancy, avec lequel elle a quatre enfants ;
- Albert Dessalines (1791), mort à la naissance ;
- S.A.S. la princesse Dorimène Dessalines (1794-1846), mariée avec le prince Victor-Henri Christophe puis avec Henri André, avec lequel elle a trois filles ;
- S.A.S. la princesse Francillette Dessalines (1796-1866), mariée avec Carlotin Marcadiux, avec lequel elle a trois enfants ;
- S.A.S. la princesse Marie-Noëlle Dessalines (1798-1843), mariée avec Cincinnatus Leconte, avec lequel elle a un fils, Jean-Jacques Cinna Leconte, lui-même père du futur président Jean-Jacques Cincinnatus Leconte ;
- S.A.S. la princesse Jeanne-Sophie Dessalines (1799-1877), mariée avec Jean-Joseph Amitié, avec lequel elle a trois enfants ;
- S.A.S. le prince Jacques-Métellus Dessalines (1800-1808), mort à l’âge de 7 ans ;
- S.A.S. la princesse Rose-Louisine Dessalines (1801-1873), mariée avec Jacques-Sylvain Hyppolite, avec lequel elle a trois enfants dont le futur président Florvil Hyppolite ;
- S.A.S. la princesse Marie-Thérèse Laurence Raphaël Dessalines (1803-1874), mariée avec Jean-Baptiste Riché, avec lequel elle a 6 enfants ;
- S.A.S. le prince Jean-Jacques Innocent Dessalines (1804-1820), mort à l’âge de 16 ans ;
- S.A.S. le prince Jean Dessalines (1805-1818), mort à l’âge de 13 ans.

## Référence de traduction
- (en) Cet article est partiellement ou en totalité issu de l’article de Wikipédia en anglais intitulé « Marie-Claire Heureuse Félicité » (voir la liste des auteurs).